# Panzerkampfwagen VI Tiger
Tiger I (oficiálně Panzerkampfwagen VI Tiger Ausf. H1 nebo Ausf. E, inventáři munice označen jako Sd.Kfz. 182 nebo Sd.Kfz. 181) byl německý těžký tank vyvinutý za druhé světové války, který byl od roku 1942 nasazován v Africe a Evropě, obvykle v nezávislých těžkých tankových praporech. Tiger I poskytl německé armádě první obrněné bojové vozidlo s kanonem 8,8 cm KwK 36 (odvozený z kanonu 8,8 cm Flak 36). Vyráběn byl od srpna 1942 do srpna 1944 a celkem vzniklo asi 1 535 strojů.. Po srpnu 1944 byla výroba Tigru I postupně ukončena ve prospěch tanku Tiger II.
Zatímco byl Tiger I ve své době označován za vynikající konstrukci, byl překombinován s použitím drahých materiálů a výrobních metod náročných na práci. Byl také náchylný k určitým typům poruch i poruch podvozku a jeho dojezd byl omezen vysokou spotřebou paliva. Údržba byla nákladná, ale obecně mechanicky spolehlivá. Byl obtížný na přepravu a za blátivého počasí mu hrozila imobilita, zatímco v zimě hrozilo, že mu led a sníh ztuhnou mezi prokládanými koly typu Schachtellaufwerk, čímž se zasekla. Toto byl problém na východní frontě v bahnitém období rasputice nebo za extrémního chladu.
Přezdívku Tiger tank dostal od Ferdinanda Porsche a římská číslice byla přidána poté, co do výroby vstoupil Tiger II. Jedno z původních oficiálních označení bylo Panzerkampfwagen VI Ausführung H nebo H1. Do češtiny by se dal tento název doslovně přeložit jako obrněný bojový vůz VI verze H nebo H1. Označení Panzerkampfwagen se často zkracuje na Pz.Kpfw., PzKpfw, Panzer, Pz. či Pz, slovo Ausführung se zkracovalo na Ausf. Písmeno H označovalo projektanta a výrobce tanku Henschel, případná číslice 1 byla přidána pro odlišení od projektu Panzerkampfwagen VI Ausf. H2. V inventáři výzbroje byl klasifikován jako Sd.Kfz. 182. V březnu 1943 byl z neznámých důvodů tank přeznačen na PzKpfw VI Ausf. E a v inventáři veden jako Sd.Kfz. 181.
V muzeích a soukromých sbírkách po celém světě v současnosti přežívá pouze sedm tanků Tiger I. Tiger 131 v britském tankovém muzeu, který byl získán během bojů v severní Africe, je v současné době jediným provozuschopným.

## Vývoj

Vývoj prototypů

Porscheho varianta

Po prohrané 1. světové válce bylo Německo vázáno Versailleskou smlouvou, podle které nesmělo vyrábět a vlastnit zbraně mnoha typů, mezi něž patřily pochopitelně i tanky. Přesto se mu podařilo tajně provádět testy s tanky, jejichž pracovní názvy byly Leicht Traktor, Grosstraktor či Neubaufahrzeug.
Po nástupu Hitlera k moci Německo začalo smlouvu v zásadě ignorovat a postupně začal vývoj a výroba nových strojů. V roce 1937 získala firma Henschel zakázku na zhotovení prototypu těžkého tanku DW1, Henschel však zahájil práce na vývoji mnohem většího vozidla – 65tunového VK 65.01 (H). Své nabídky předložily i firmy Daimler-Benz, MAN a Porsche, takže se objevily prototypy tanků VK 30.01 (P), VK 36.01 (H) a VK 45.01 (P). Dne 20. listopadu 1941 měli němečtí inženýři možnost zkoumat ukořistěný tank T-34 v neporušeném stavu, což u nich a u vojenských představitelů vyvolalo zděšení. Byl přerušen projekt VK 30.01 (P)/VK 36.01 (H) a všechny dostupné prostředky byly soustředěny na vývoj těžšího tanku, který by překonal sovětský T-34.
V den Hitlerových narozenin 20. dubna 1942 představily firmy Henschel i Porsche své prototypy. Tank firmy Henschel se nazýval VK 45.01 (H) a tank firmy Porsche se nazýval VK 45.01 (P). Bylo rozhodnuto, že tank firmy Henschel je lepší a byla objednána výroba pod názvem Panzerkampfwagen VI Ausf. H Tiger. Profesor Porsche si však tak věřil, že vedle dvou zkušebních prototypů nechal zahájit sériovou výrobu ještě před oznámením výsledků soutěže. V době, kdy byl jeho tank zamítnut, se v jeho továrně nacházelo dalších 95 podvozků tanků VK 45.01 (P). Jeden z původních kusů později sloužil pro výcvik posádek, druhý byl přestavěn na velitelské vozidlo Panzerbefehlswagen VI (P) a jeho přední pancíř byl posílen o další 102mm desku na 204 mm, 90 podvozků posloužilo jako základ pro stíhače tanků Ferdinand. Zbylých 5 podvozků bylo využito pro vyprošťovací vozidla Bergepanzer Tiger (P).

## Konstrukce

Konstrukce korby

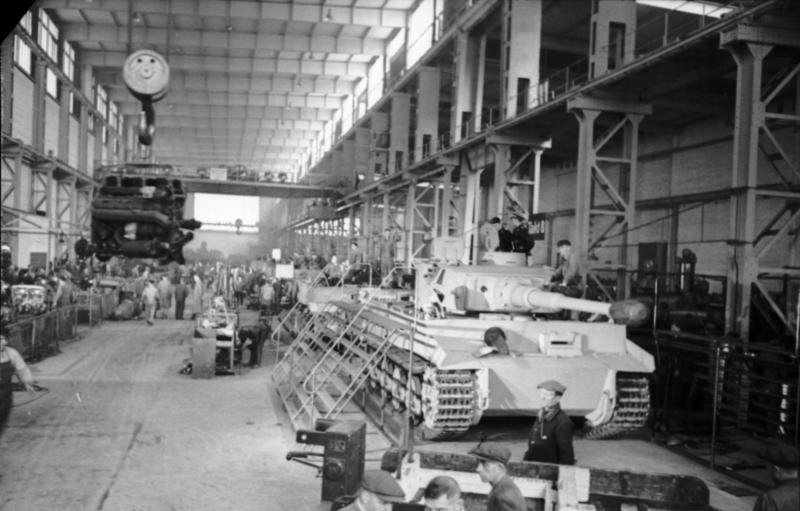
Tigry na výrobní lince

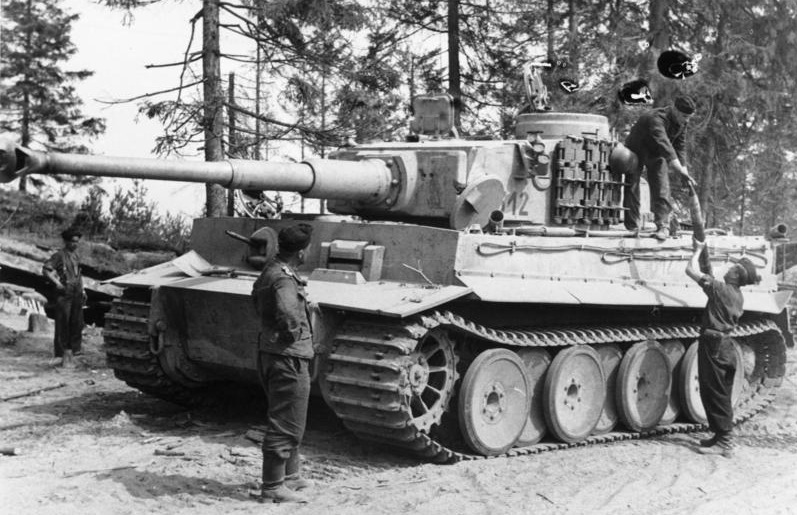
Tiger při nakládání munice

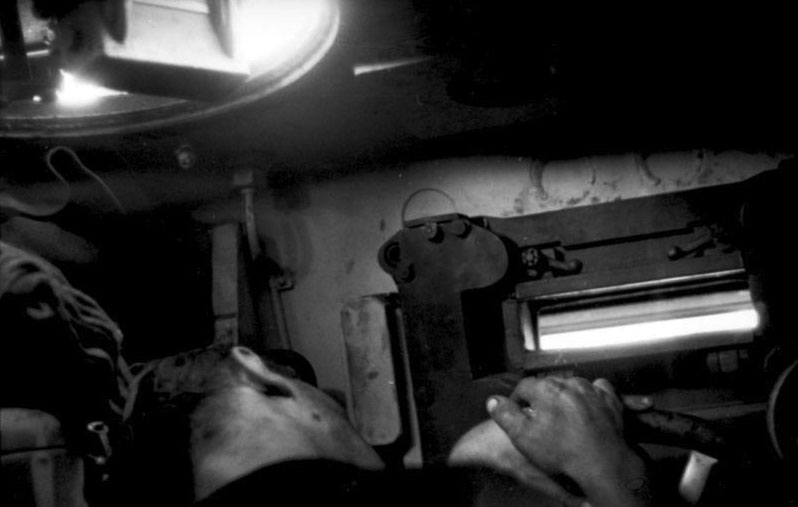
Pohled na stanoviště řidiče

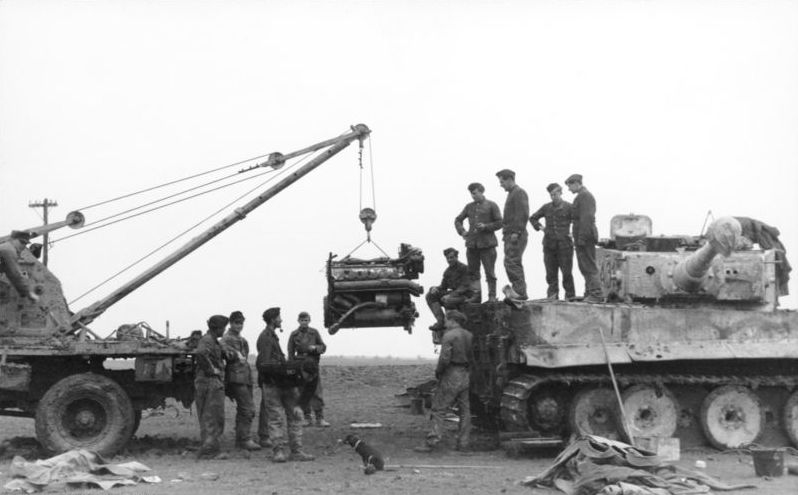
Oprava motoru, východní fronta 1944

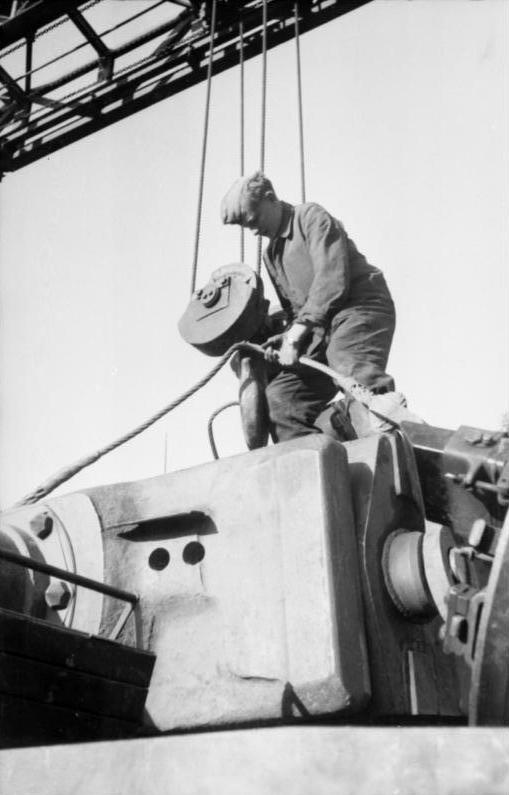
Jasně viditelná tloušťka čelního panelu a binokulární objektiv

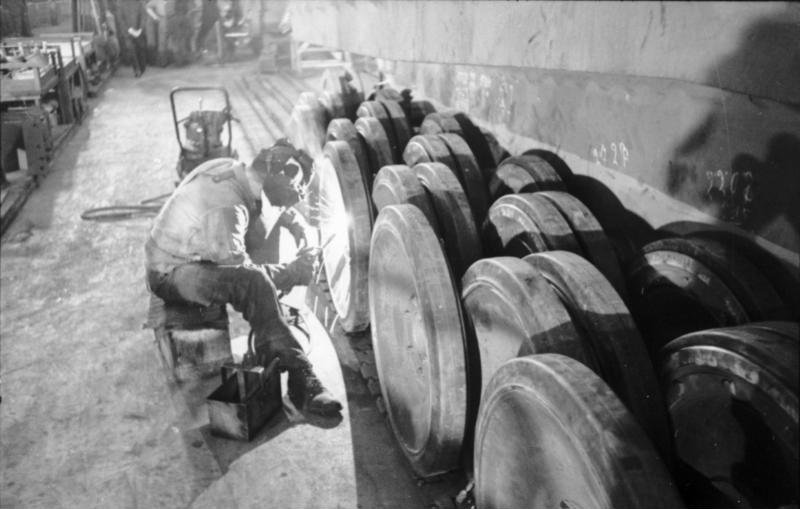
Detail prokládaných kol během výroby

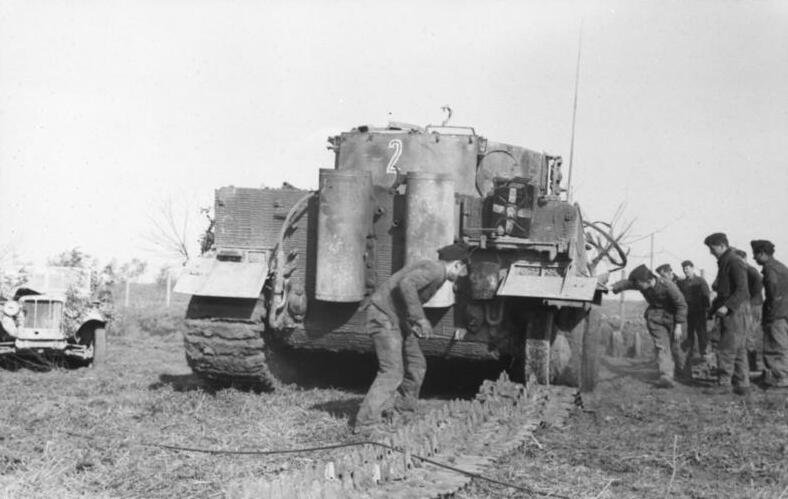
Náročný italský terén měl za následek mnoho výpadků

Tank Tiger byl vůbec první bojové vozidlo svého druhu od první světové války, jehož konstrukce vycházela z reálných bojových zkušeností, ponechávajíc stranou trochu zavádějící lekci španělské občanské války. Jeho celková hmotnost dosahovala téměř dvojnásobku hmotnosti raných T-34/76. Jeho konstrukce neměla zajistit pouze převahu nad tímto sovětským strojem, ale šla o krok dále. Tank svou úrovní ochrany posádky a palebnou silou podstatně překonával všechna dosud zkonstruovaná vozidla. Na druhou stranu enormní velikost tanku, výrobní náročnost, velká hmotnost a z toho plynoucí výše pořizovacích nákladů způsobily, že tank nemohl být na bojišti nikdy víc než příležitostným hráčem.
Mohutné pancéřování a ničivá palebná síla jsou dvě vlastnosti, které se tanku Tiger zcela oprávněně připisují. Přesto se jedná jen o dva z celé řady faktorů, které determinují účinnost tanku v boji. Na síle pancíře si dali němečtí inženýři celkem dost záležet, ovšem konstrukce byla poměrně špatná, protože zde nebyly téměř žádné šikmé plochy. Všechny exponované vertikální a téměř vertikální plochy – spodní a horní část čelního pancíře korby, boční strany věže a zadní části korby, která měla stejný sklon jako horní čelní pancíř (81°) – měly max. tloušťku 100 mm. Nejexponovanější oblast, čelní strana věže, byla 120mm silná a většinu její plochy zde ještě zesiloval pancéřový kryt základny hlavně kanónu. Avšak kdyby např. čelní pancíř měl sklon 35 stupňů, poskytoval by ocelový plát tloušťky 60 mm posádce stejnou ochranu, jako 100 mm silný kolmý pancíř Tigeru. Tank tak mohl získat úsporu hmotnosti ve prospěch své pohyblivosti. Slabinou byl též zpočátku poměrně slabý 25 mm pancíř na stropu věže a korby. Tigery se stávaly vyhledávaným cílem britských letadel Hawker Typhoon, amerických P-51 Mustang či sovětských bitevníků Iljušin Il-2, na což Němci reagovali v polovině roku 1944 zesílením tloušťky stropu věže na 45 mm.
Původní hlavní výzbroj měl tvořit kanón 75 mm L/70 KwK 42, ovšem Hitler prosadil montáž 8,8cm L/56 KwK 36 kanónu, jehož střely měly paradoxně nižší průbojnost pancíře, než u menšího kanónu. Pro porovnání: protipancéřová střela Pzgr. 39 ráže 75 mm mohla prostřelit 110 mm silný pancíř (Pzgr. 40 s wolframovým jádrem byla schopna probít až 150mm pancíř) se sklonem 30° na vzdálenost 1000 m. Použitá zbraň však i přes větší ráži 8,8 cm probíjela za stejných podmínek 100mm i 138mm pancíř. Ovšem průnik této střely do nepřátelského stroje znamenal téměř vždy jistou smrt posádky a zničení stroje, a i pokud neprobil, často se stávalo, že prostě urval nepřátelskému tanku věž ze závěsu. Rozdíl ve výkonech byl dán rychlostí střel. U delšího 75mm kanónu byla úsťová rychlost střely 925 m/s, resp. 1120 m/s pro výše zmíněné druhy střel, oproti 773 m/s a 930 m/s v případě 8,8 cm KwK 36. Tradičně dobrá byla optika, v níž bylo nacistické Německo na světové špičce.
K otáčení věže sloužil hydraulický a – při poruše – ruční mechanismus, který byl však složitý a značně pomalý, hydraulické ovládání bylo nepřesné. Ve zprávě, kterou po skončení války vypracovali britští důstojníci, se mj. píše, že „pracoviště střelce má značné nedostatky, je velmi stísněné, prvky k ovládání kanónu mají nevhodný tvar a jsou špatně umístěné. Prostředky k míření nejsou přiměřené, pouze nabíječ má ke své práci odpovídající podmínky.“ Zpráva kritizuje také pracoviště radisty-střelce, velitele vozu a řidiče. Radista-střelec ovládal kulomet MG 34 ráže 7,92 mm pomocí pistolové rukojeti a čalouněné opěry hlavy na nosné konstrukci. Podle zmíněné britské zprávy „tato opěrka neustále doléhala na hlavu střelce a způsobovala mu neúnosné nepohodlí.“
Tank byl poháněn motorem firmy Maybach HL210 o výkonu 642 koní, později Maybach HL230 s výkonem o 52 koní vyšším. Motory tohoto fakticky monopolního německého výrobce byly samy o sobě vynikající, ovšem stěží mohly fungovat v tanku, jehož skutečná hmotnost překročila o 25 % hodnotu stanovenou technickými podmínkami. Motor musel pracovat v bojových podmínkách často na plný výkon, což vedlo k jeho přehřívání. Jakmile překročila provozní teplota 95 °C, docházelo k pronikání chladicí kapaliny do mazacího okruhu. Nejvyšší rychlost tanku při maximálně povolených otáčkách motoru byla 38 km/h, což však bylo o 3 km/h méně, než u tanku M4 Sherman a dokonce o 18 km/h méně, než u T-34/85. Motor měl každopádně ohromnou spotřebu paliva, byť její přesné vyčíslení je předmětem kontroverzí. Jestliže např. T-34 spotřebovala při jízdě v terénu 1,84–2,5 litrů nafty na 1 km, pak jeho spotřeba činila 7,8–10 litrů benzínu na 1 km.
Zajatí němečtí vojáci ohromovali spojenecké vojáky tvrzením, že plná nádrž (567 l) málokdy vystačila na více než 2,5 hodiny činnosti v terénních podmínkách. Analogická situace, jako s motorem, byla i s jinak vynikající hydraulicky ovládanou převodovkou. Ta sice byla snadno ovladatelná a získala si u řidičů tanků velkou oblibu. Na voliči bylo dokonce možno nastavit osm rychlostí pro jízdu dopředu a čtyři rychlosti pro jízdu vzad. Složité převodovce a řízení bylo však třeba věnovat svědomitou péči, což v bojových podmínkách bylo obtížné. Z výslechů zajatých německých vojáků je patrné, že selhání převodovky a řízení bylo nejčastější příčinou vyřazení tanku z další činnosti.
Tank měl i docela dobrý podvozek s přesazenými koly a 725 mm pásy. Tento systém však narazil na nepředvídaný problém – v drsných klimatických podmínkách zamrzalo u dočasně odstavených tanků bláto a rozbředlý sníh mezi koly, což bránilo jejich dalšímu pohybu. Nánosy hlíny a kamení mezi pojezdovými koly způsobovaly sjetí pásu z ozubeného kola nebo jeho pevné vzpříčení. K obdobným potížím docházelo také při couvání nebo otáčení v bažinatém terénu. Nepojízdné tanky se stávaly snadnou kořistí protivníka. I samotný pohyb v podmínkách východní fronty byl pro Tigery, jejichž měrné zatížení bylo 1,04 kg/cm², dosti podstatnou slabinou, které se osádky sovětských tanků naučily využívat. Další komplikací byla výměna úzkých pásů pro transport na železnici za široké bojové.

## Služba

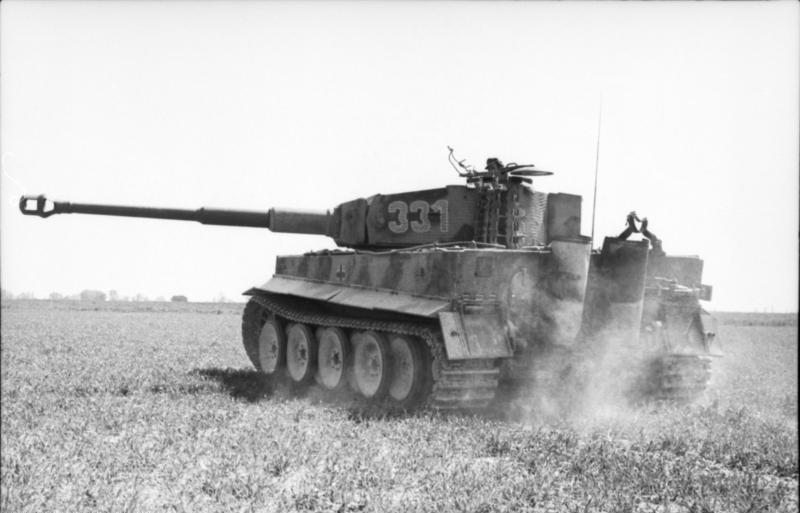
Tiger Waffen-SS ve Francii, 1944

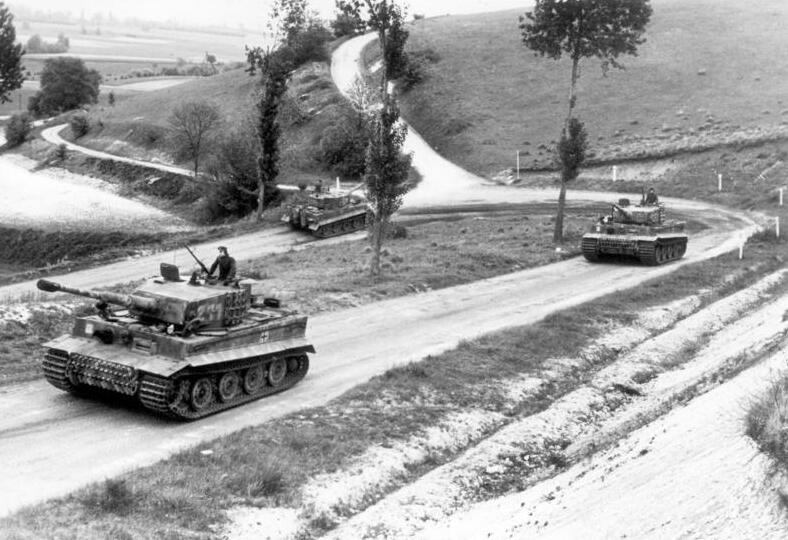
Kolona Tigrů pozdější produkce v severní Francii

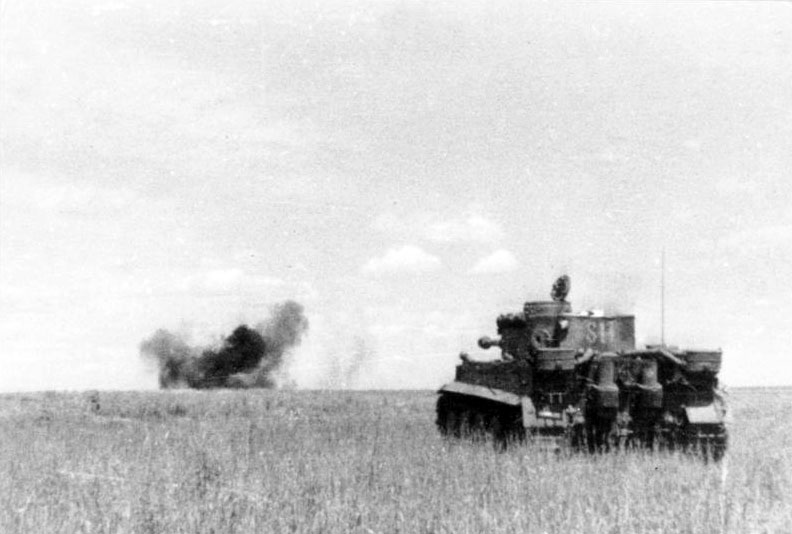
Tiger pálí u Kurska na velkou vzdálenost

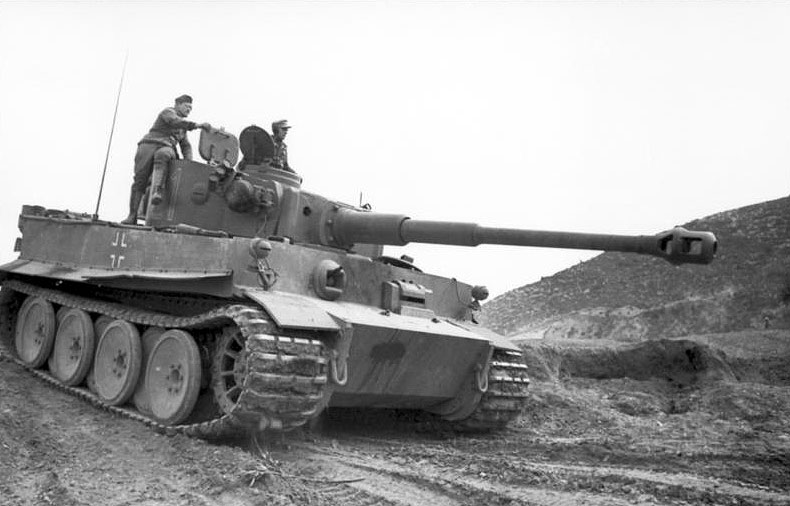
Tiger v Tunisu ve službách Afrikakorpsu

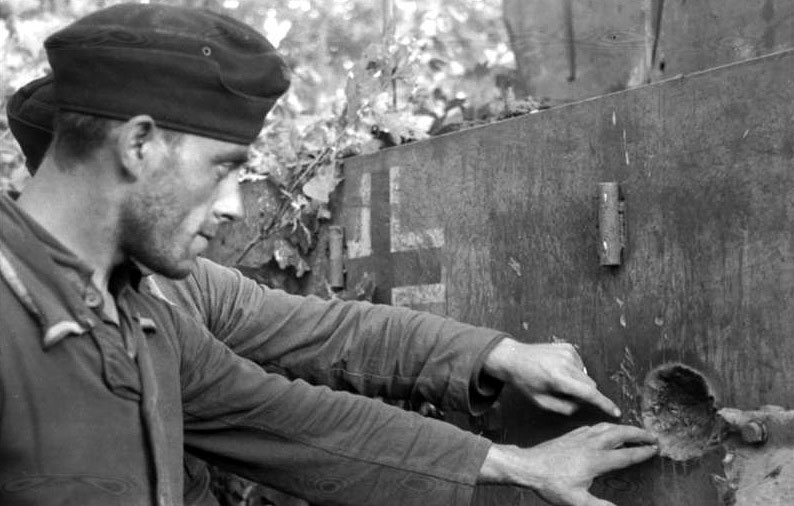
Němečtí vojáci prohlíží zásah Tigra, který neprošel pancéřováním

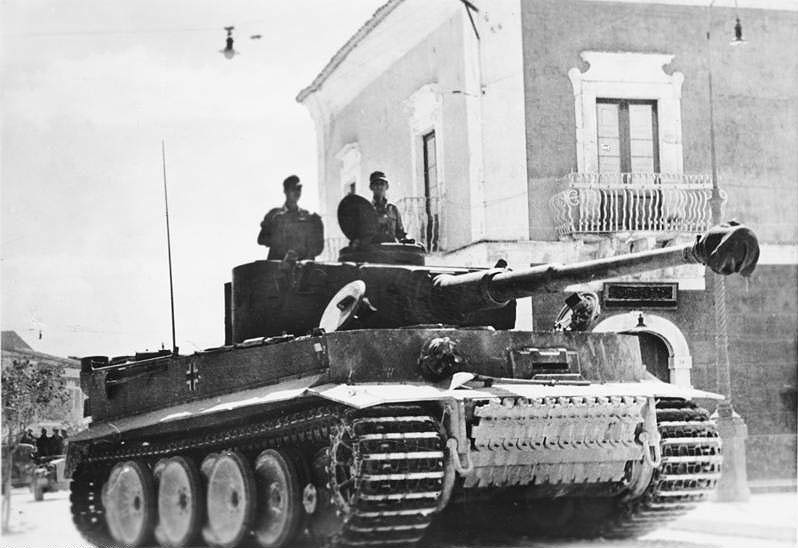
Tiger na Sicílii

Poprvé byly tanky Tiger nasazeny do bojů v září 1942 na východní frontě v Leningradské oblasti v počtu 3 kusů, avšak bez valného efektu (všechny tři zapadly a podařilo se zachránit jen jeden, zbylé dva byly zničeny před Sověty). Některé stroje zapadly v rozbahněném terénu, jiné postihly mechanické závady. Jediným kladem byla skutečnost, že žádná z protitankových zbraní neprostřelila pancíř tanku, i když došlo k několika poškozením kanónu sovětskými protitankovými střelami.
V závěru roku 1942 byly odeslány první Tigery do Tuniska, aby čelily náporu spojenců. Počátkem roku 1943 se zapojily do bojů s poměrně dobrými výsledky, ovšem závady převodovky, řízení i problémy s pojezdovými koly jich vyřadilo z činnosti více, než bojové střety s nepřítelem.
V té době se v Severní Africe objevily první americké tanky M4 Sherman, které sice na Tigery nestačily, ale které měly postupně zvyšující se početní převahu. Západní spojenci se stejně jako Sověti rozhodli jít cestou výroby středních tanků vyráběných ve velkém množství. Dne 16. ledna 1943 se sovětským vojákům podařilo ukořistit jeden nepoškozený tank Tiger, který byl dokonce vozem velitele roty. Jinak tanky měly ve své výzbroji i likvidační granát, což byla nálož ke zničení hlavně – německy die Rohrzerstöhrladung. Jestliže se stal tank nepojízdný a hrozilo, že padne do rukou nepřítele, nabíječ vsunul nálož do hlavně a aktivoval ji.[zdroj?] Posádka musela tank rychle opustit, vzápětí exploze urazila hlaveň děla. V květnu téhož roku měla Rudá armáda všechny důležité informace o slabých a silných stránkách tohoto obrněnce a mohla tak začít s realizací příslušných protiopatření. V této době začalo docházet na východní frontu stále více Tigerů a začaly se dostavovat první výsledky.
Velmi úspěšně si posádky vedly v bojích u Charkova na jaře 1943. Mezi německými vojáky se objevila sorta tankistů (tankových es), kteří svými stroji ničili desítky nepřátelských tanků a bojových vozidel. Je třeba však uvést, že takových špičkových osádek bylo poměrně malé množství. S narůstající bojovou činností Tigerů začalo docházet k jejich ztrátám, které byly způsobeny minami, zásahy, terénními překážkami a mechanickými poruchami. Počátkem července 1943 se rozhořela bitva u Kurska, při níž sice Němci zničili více sovětských tanků, než ztratili, ovšem ztráty již na rozdíl od protivníků nemohli plně nahradit. V této bitvě se ukázalo, že tank Tiger má kvůli své těžkopádnosti a značné spotřebě paliva nízkou schopnost vedení útočného boje spojeného s častou změnou palebného postavení. Proto byl zatlačen do boje obranného, k čemuž se paradoxně výborně hodil.
V červenci byla na Sicílii přemístěna rota těžkých tanků, avšak výsledkem jejich působení byly vážné a zcela zbytečné ztráty Tigerů. Některé se zabořily v terénu, jiné zůstaly stát kvůli mechanické závadě. Při evakuaci ze Sicílie zbyl Němcům pouze jeden tento tank z původních sedmnácti. Z dalších bojů v Itálii stojí za zmínku bitva u Monte Cassina, kde Němci během 48 hodin ztratili patnáct ze svých šestnácti Tigerů. V průběhu roku 1943 doznal Tiger několika málo změn v síle pancíře, lepší optice a pojezdových kolech. Na pancíře se začala nanášet pasta „Zimmerit“, která měla bránit v přichycení magnetických min. Od července 1943 začaly Tigery dostávat novou velitelskou kupoly. Namísto staré kupole se zasklenými štěrbinami se objevuje kupole osazená sedmi, po obvodu symetricky rozmístěnými, pozorovacími periskopy, které umožňovaly veliteli tanku mnohem lepší výhled. Vyjmenované změny bývají spojovány se změnou názvu tanku na Panzerkampfwagen Tiger Ausf. E, a proto bývá tento název mylně považován za druhou variantu tanku Tiger, přičemž první variantou by byl Panzerkampfwagen Tiger Ausf. H1. Změna názvu tanku však proběhla již v březnu 1943, přičemž technické změny se aplikovaly až v létě toho roku.
Když provedli Spojenci roku 1944 invazi v Normandii, měli tam Němci celkem čtyři tanky Tiger. Bylo tam také pět Königstigerů, ovšem ty byly tak nespolehlivé, že byly odeslány raději do Německa, aby nepadly do rukou nepřítele. Koncem září 1944 téměř definitivně ustal skomírající přísun nových těžkých tanků z továrny v Kasselu. Po prvním říjnu továrnu opustilo pouhých 44 Tigerů. Při protiútoku v Ardenách v prosinci 1944 měli Němci na západní frontě jen 35 těchto tanků. Na jaře 1945 se zbývající těžké tanky ze západní fronty přesunuly na frontu východní. Podstatná část německých těžkých tanků bojovala již od roku 1943 proti Sovětům, kde utrpěly velké ztráty, které nešlo nahradit. Jestliže v polovině roku 1944 činil počet použitelných Tigerů čísla 670, pak na konci roku to bylo 316 a v únoru 1945 pouhých 216 strojů. Kapitulace německé armády v květnu 1945 znamenala i konec tanku Tiger, který se stal skutečným symbolem německé vojenské síly a jež z mnoha hledisek předznamenal vývoj moderních tanků.

## Hodnocení
Těžký tank Tiger měl v některých ohledech závažné nedostatky. Byl to těžkopádný obr, jeho motor a převodovka nebyly dimenzovány pro pohon tak těžkého vozidla. Trpěl velmi často mechanickými poruchami, měl značnou spotřebu paliva a omezený dojezd. Podvozek s přesazenými koly byl složitý, jeho řádná údržba v bojových podmínkách téměř nemožná. Rychlost motorického otáčení věže byla příliš malá, nemluvě o ručním otáčení. Střelba na pohyblivé cíle byla obtížná, kanón postrádal stabilizátor, takže tank nemohl vést přesnou střelbu za jízdy. Proti tomuto výčtu vad stojí silné pancéřování, výkonný kanón a dobrá mobilita (stejná jako u PzKpfw IV), což byly dva důležité faktory, které z tanku Tiger udělaly obávanou zbraň na bojištích druhé světové války.

## Modifikace

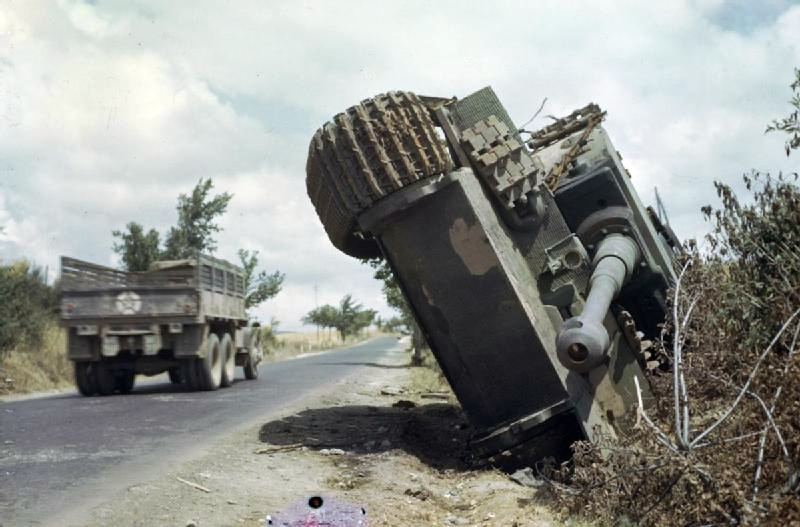
Převrácený Tiger v Itálii

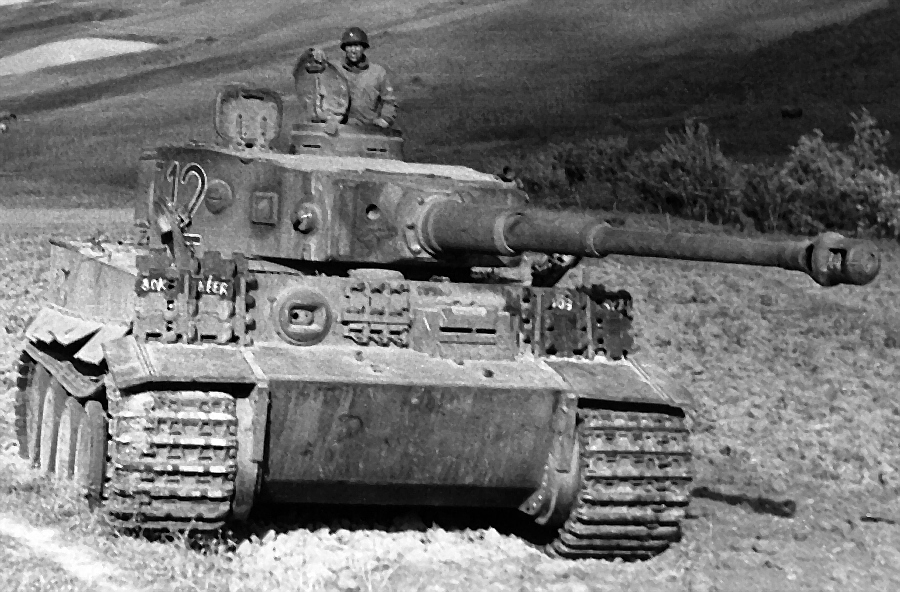
Tiger ukořistěný v Tunisu

Tanků Tiger bylo vyrobeno poměrně malé množství, rovněž jeho obměn nebylo mnoho. Kromě základní varianty Sd.Kfz. 181 byly nejobvyklejšími stroji velitelské tanky Sd.Kfz. 267 a Sd.Kfz. 268, které byly zbaveny spřaženého kulometu, místo něhož byla montována výkonnější radiostanice s větší anténou. Kvůli demaskujícímu účinku této antény se ale velitelské vozy stávaly vyhledávaným cílem kanónů v jejich blízkosti. Několik málo Tigerů bylo přestavěno na ženijní tanky Bergepanzer (Sd.Kfz. 185). Další modifikací tanku bylo útočné dělo ráže 38 cm Sturmtiger.
Podvozky, které vyrobila v roce 1942 firma Porsche, se staly základem pro stíhač tanků Ferdinand (Sd.Kfz. 184). Ferdinand byl těžký stíhač tanků, postavený na Porscheho podvozku, který byl pro tank Tiger zamítnut, ale byla škoda 90 již vyrobených kusů rozebrat, proto na něj byl umístěn výkonnější kanon ráže 8,8 cm s délkou hlavně 71 ráží. Posádka byla chráněna velmi silným pancířem (200 mm na čele, zbylé stěny 80 mm). Verze Elefant byla vylepšena o kulomet MG 34 umístěný v pravé části přední stěny a o širší pásy.

## Uživatelé
- Německá říše – Výrobce a hlavní uživatel.
- Maďarsko – 13 exemplářů obdrženo z Německa.[8]
- Francie – použila ukořistěné Tigery v oblasti Saint Nazaire a při spojenecké ofenzívě do Německa.[9]
- Rumunsko – dva zajaté v roce 1944 po převratu krále Michala.

## Dochované stroje

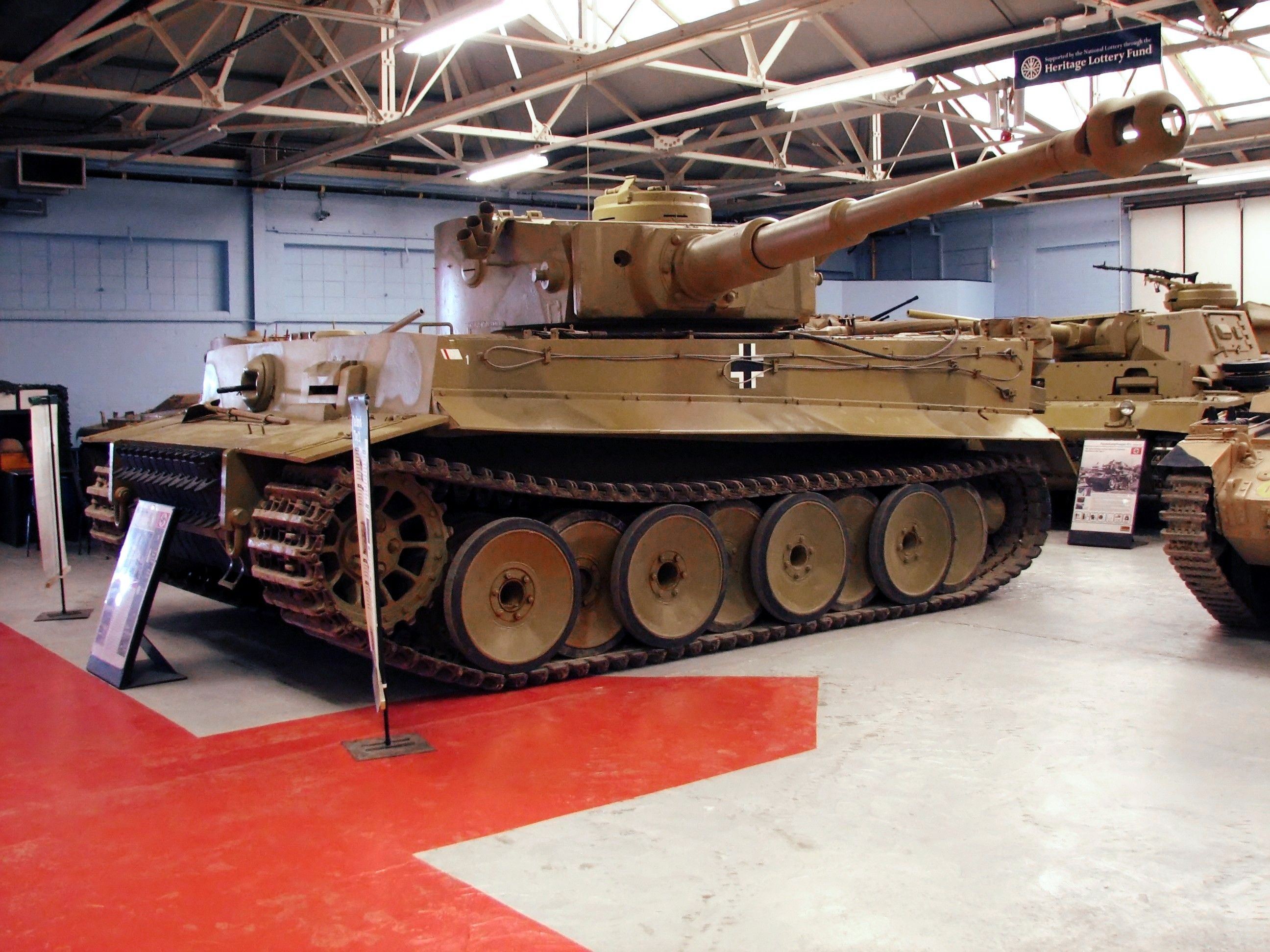
Tiger 131, Bovington Tank Museum, Spojené království
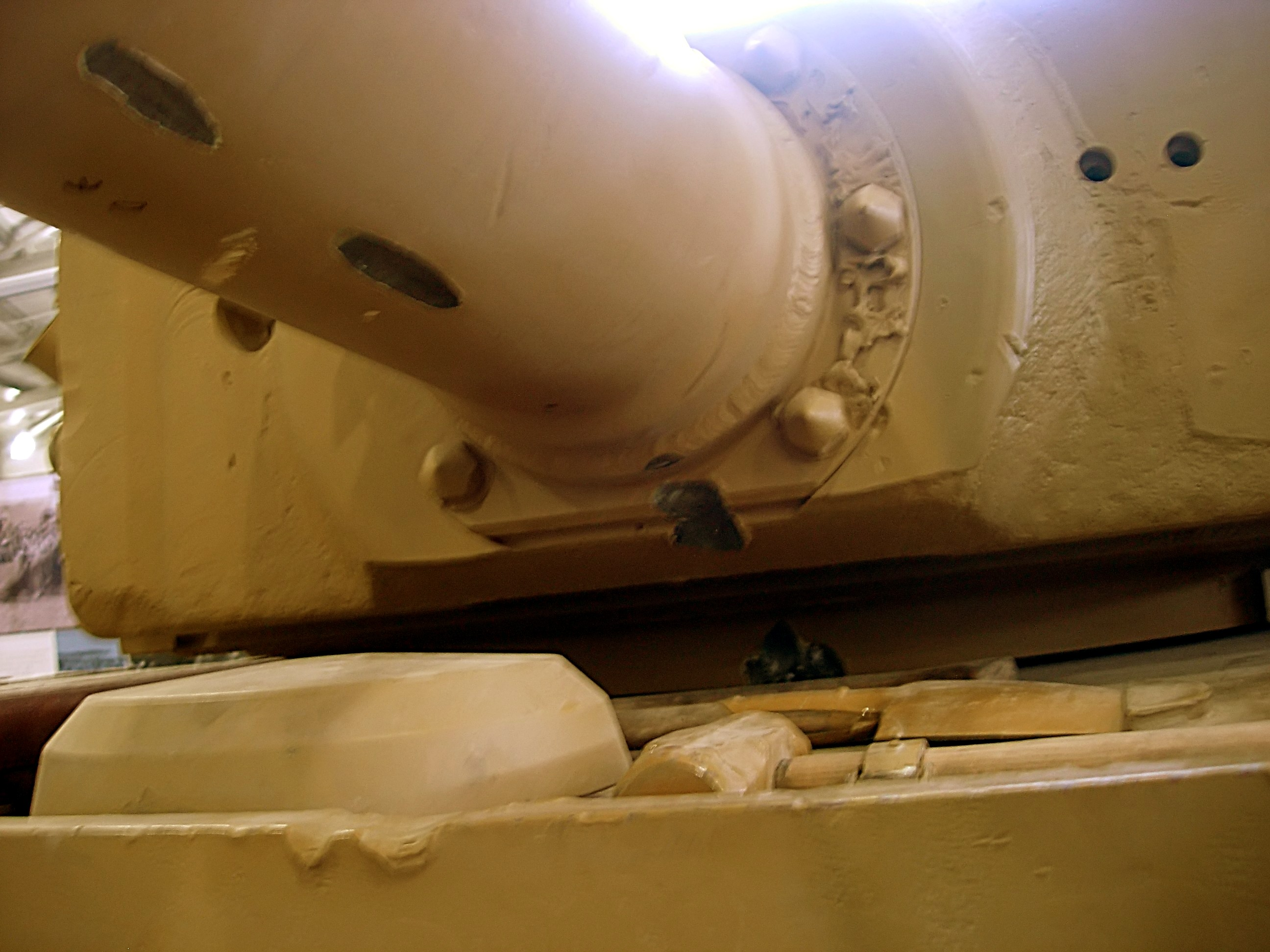
Poškození na věži tanku Tiger 131.
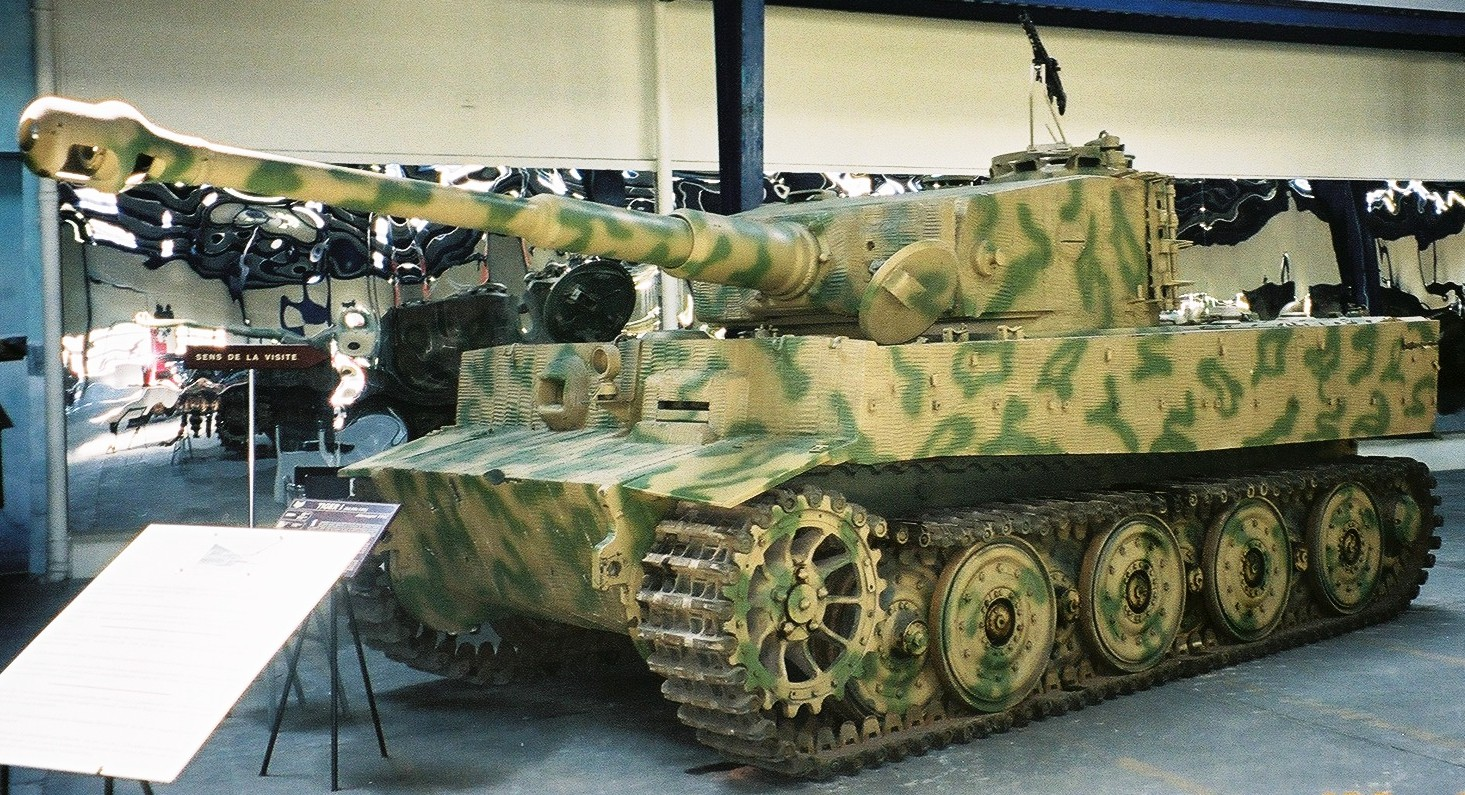
Zimmeritem pokrytý Tiger na transportních pásech. Colmar, Musée des Blindés, Saumur, Francie
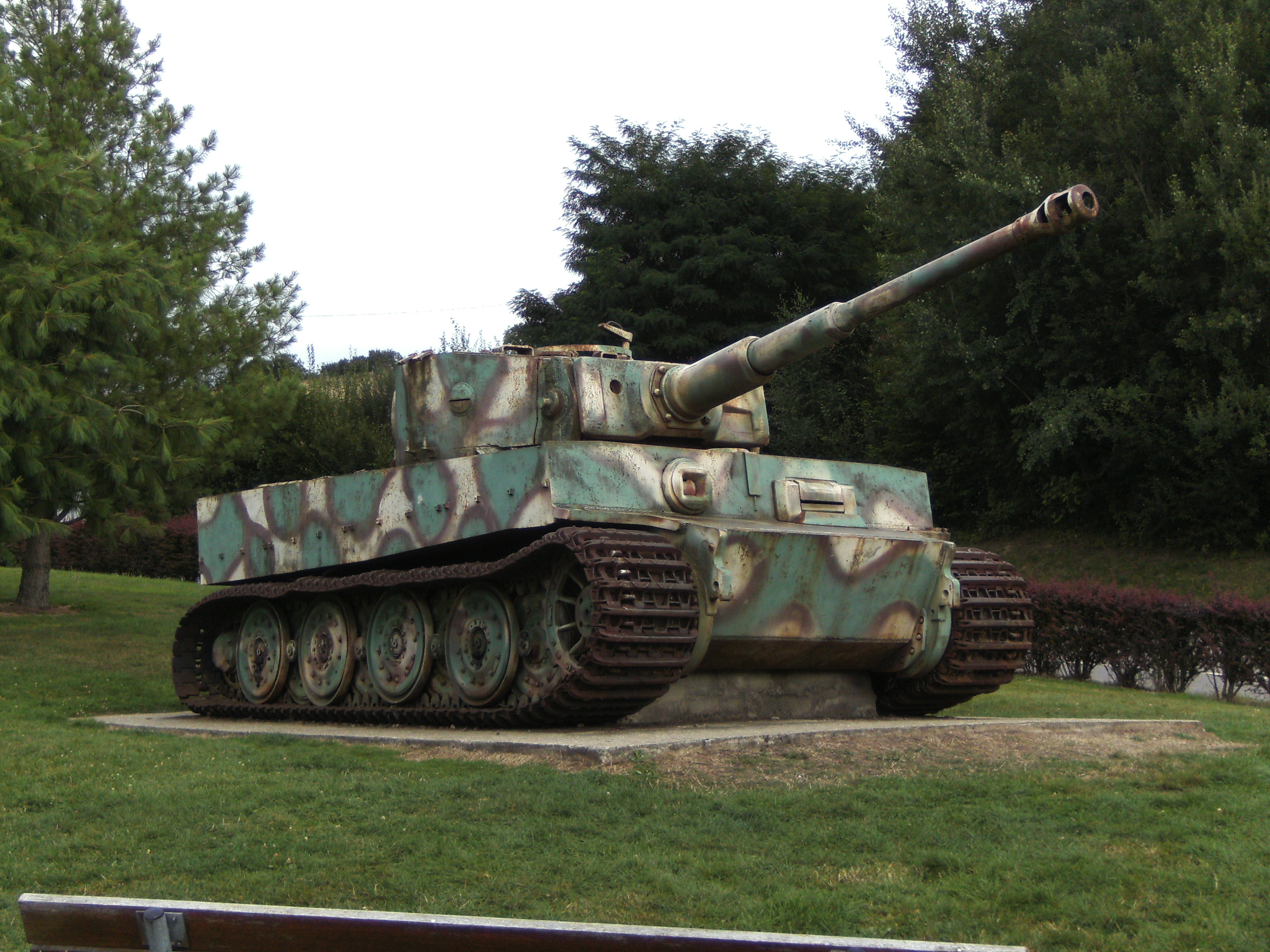
Vimoutiers, Francie
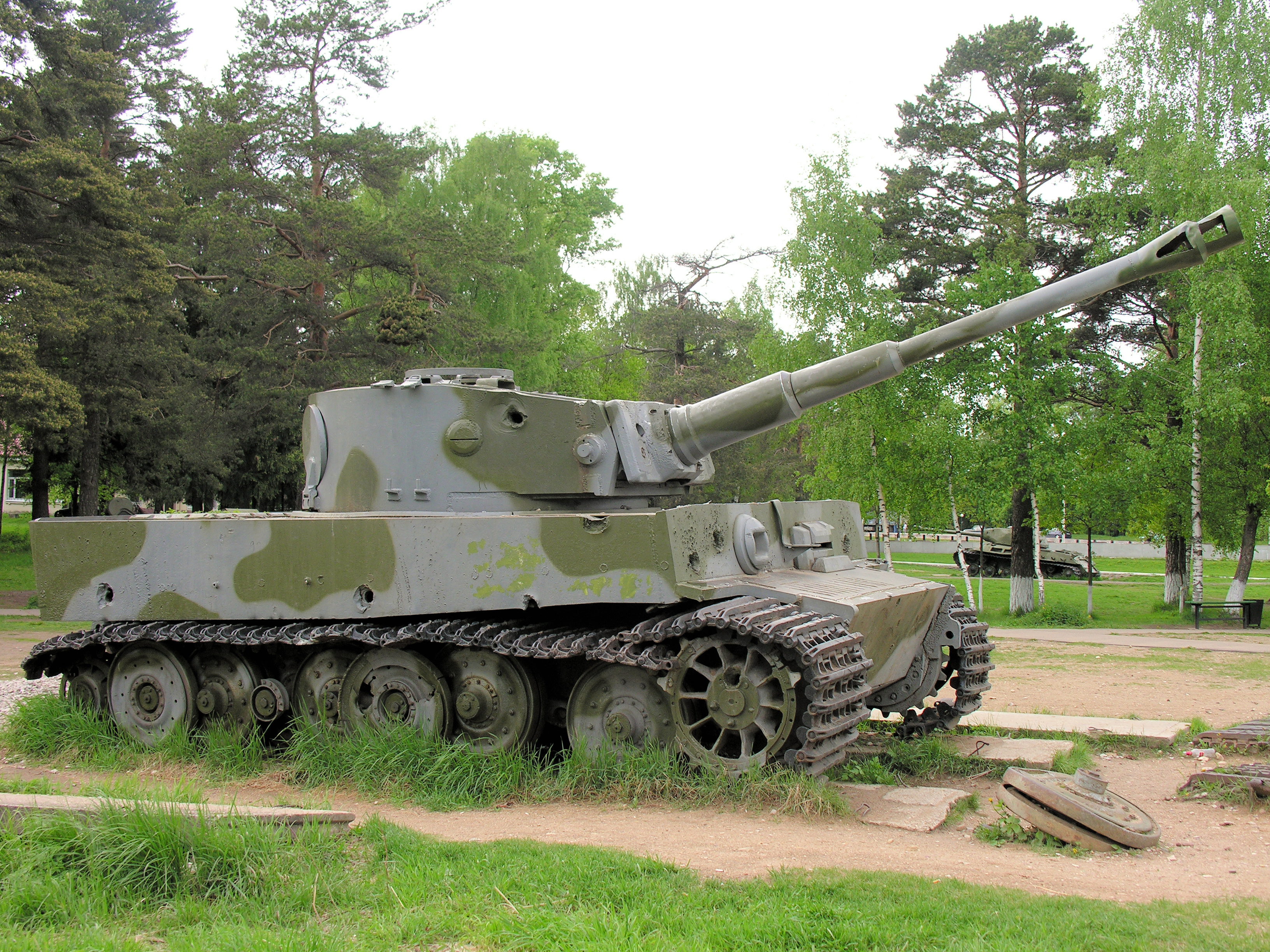
Vojensko-historické muzeum Lenino-Snegiri, Rusko
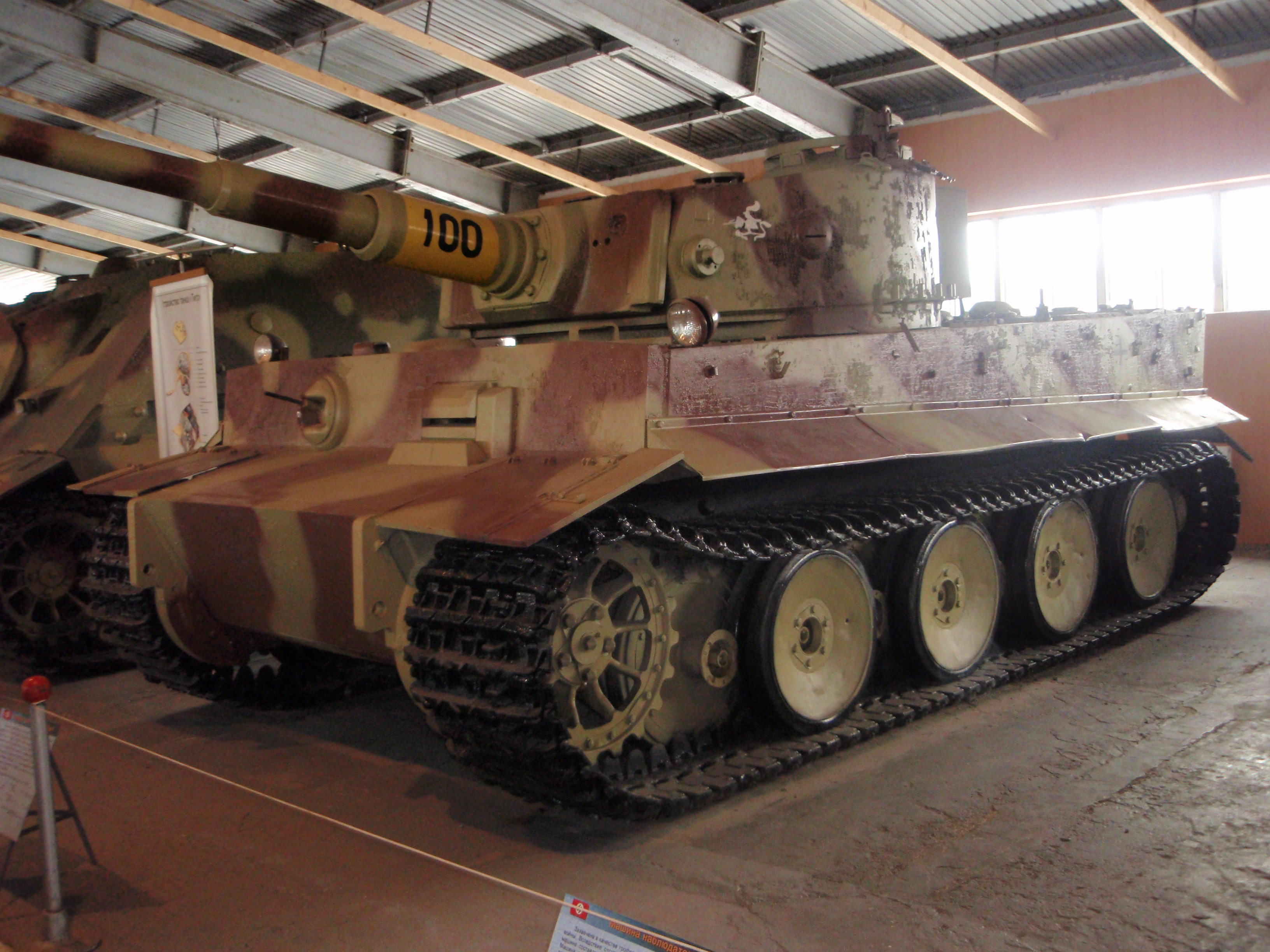
Tankové muzeum Kubinka, Rusko